# Karl von der Groeben (General, 1788)
Karl von der Groeben (* 17. September 1788 in Schrengen, Kreis Rastenburg; † 13. Juli 1876 auf Gut Neudörfchen bei Marienwerder) war ein preußischer General der Kavallerie.

## Leben

### Herkunft
Seine Eltern waren Ernst Wolfgang Albrecht von der Groeben (1740–1818) und dessen Ehefrau Albertine Luise Ernestine, geborene von Ostau (1756–1812). Sie war eine Tochter von Albrecht Siegmund von Ostau (1717–1777). Sein Großvater Johann Georg von der Groeben (1709–1777) war ein Sohn des bekannten Forschungsreisenden Otto Friedrich von der Groeben.

### Militärkarriere
Groeben trat mit 18 Jahren in die Preußische Armee ein, nahm dann an den Feldzügen 1806/07 im Korps von L’Estocq teil. In den Gefechten bei Kozebrok und Heilsberg zeichnete er, damals Sekondeleutnant im 2. Schlesischen Ulanen-Regiment, sich so aus, dass ihm König Friedrich Wilhelm III. den Orden Pour le Mérite verlieh. In dem Antrag seines Vorgesetzten Kall vom 15. Mai 1808 heißt es

„,....EKM erdreuste ich mich, um den Orden pour le merite für drei nachstehende Offiziere zu bitten....3. den Lieutenant Graf v. d. Groeben, ein thätiger, junger Offizier von vielem Kopf, der sich bei Kozebrok mit der Nachtattacke so wie bei Heilsberg rühmlichst ausgezeichnet hat.... in diesem Augenblick wurde der Offizier von Wakenitz bei der Brücke attakiert und versprengt, meine Feldwacht die deucht hinter ihm stand, wurde auch von Infanterie und Kavallerie attakiert, ich ließ zu Pferde blasen. Lieutenant Graf v. d. Groeben erbot sich, gleich mit den ersten Leuten, die ankamen, der Feldwacht zu Hülfe zu eilen.... Er griff in der finstern Nacht den Feind so muthvoll an, daß er alles wieder über die Brücke zurückwarf, dabei viele niederstoßen ließ...'. Der König bewilligte daraufhin am 15. Juli 1809 den Orden p.l.m., Groeben bedankte sich mit Schreiben vom 17. August 1809 ,allerunterthänigst'.“

1812 trat er – auf eigenen Wunsch – aus dem Dienst und nahm im Gefolge des russischen Heeres an den Schlachten von Lützen und Bautzen teil. Im August 1813 wurde Groeben im preußischen Generalstab als Stabsrittmeister eingesetzt und vor Dresden verwundet. Er nahm jedoch an den Schlachten bei Kulm und Leipzig wieder teil. 1814 war Groeben bei der Einschließung von Luxemburg dabei, wurde aber bei Gué-à-Trème erneut schwer verwundet und im Juli zum Major befördert. 1815 nahm Groeben an den Schlachten bei Ligny und Waterloo teil. Er wurde anschließend Oberstleutnant und zum Generalkommando am Rhein versetzt.
Im Mai 1817 wurde Groeben als Chef des Stabes des VI. Armee-Korps nach Breslau versetzt und dort 1823 zum Oberst befördert. Im Jahr darauf folgte seine Ernennung zum Chef des Generalstabes des II. Armee-Korps. Am 14. Juni 1829 wurde Groeben erster Adjutant des Kronprinzen. Mit seiner Beförderung zum Generalmajor erhielt er am 30. März 1834 das Kommando über die 3. Kavallerie-Brigade. Unter Belassung in dieser Stellung war Groeben ab 26. September 1834 wieder Adjutant des Kronprinzen. Am 30. März 1838 beauftragte man ihn zunächst mit der Führung der 14. Division und ernannte ihn schließlich am 10. September 1840 zum Kommandeur dieses Großverbandes.

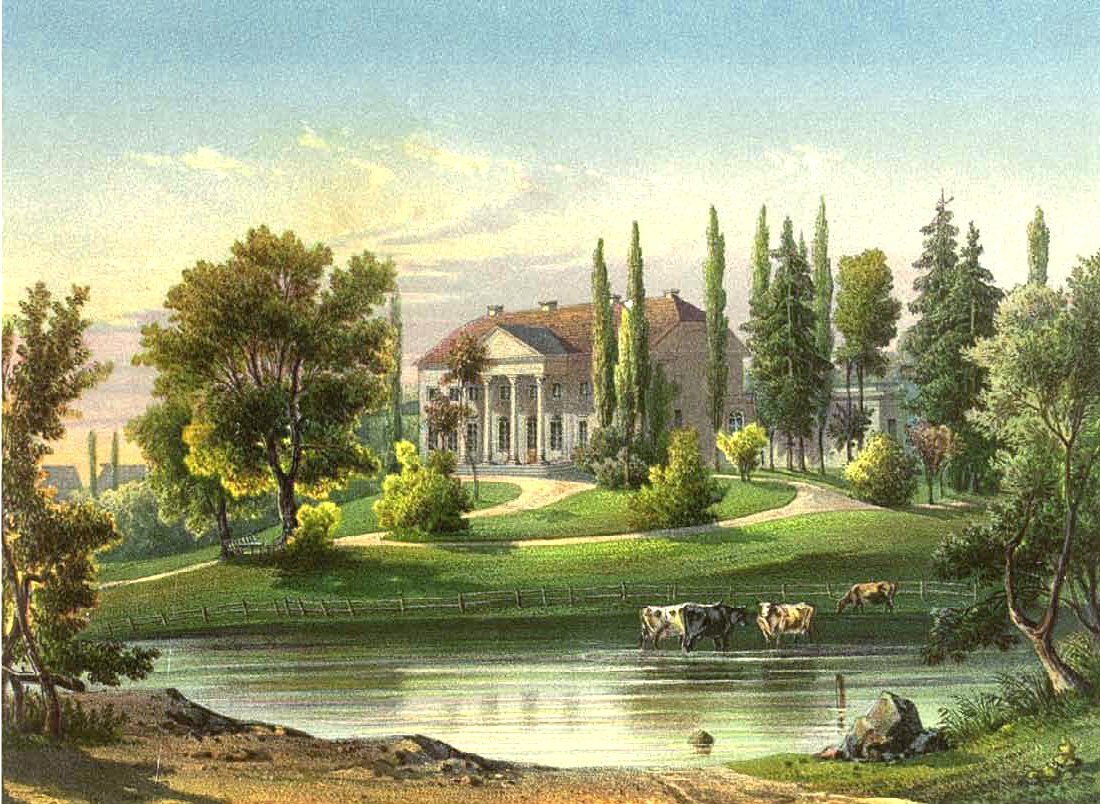
Gut Neudörfchen um 1860, Sammlung Alexander Duncker

Nachdem Groeben 1842 zum Generalleutnant befördert worden war, machte man ihn 1843 zum Generaladjutanten des Königs. Im März 1848 übernahm Groeben vorübergehend den Befehl über das VII. Armee-Korps. Im Juni 1849 kommandierten er und Moritz von Hirschfeld die zwei nach Baden entsandten, improvisierten preußischen Korps zur Niederschlagung der pfälzisch-badischen Revolution.
1852 wurde Groeben Kommandierender General des VII. Armee-Korps und im Juni 1853 des Gardekorps. Seit 1854 gehörte Groeben dem Preußischen Herrenhaus an, wo er mit der streng konservativen und kirchlichen Partei sympathisierte. Am 1. Juni 1858 schied Groeben aus dem aktiven Dienst aus, blieb jedoch Generaladjutant des Königs und lebte auf seinem Gut Neudörfchen im Kreis Marienwerder in Westpreußen.
Groeben gab die nachgelassenen Werke von Carl von Clausewitz heraus.
Das „unter Benutzung amtlicher Quellen“ zusammengestellte Adreßbuch für Berlin und seine Vororte 1899 gibt an, das Groeben-Ufer im späteren Berlin-Kreuzberg sei nach ihm benannt worden; 2009 wurde die Umbenennung in May-Ayim-Ufer beschlossen.

### Familie
Groeben heiratete in Hausen am 8. Juni 1816 Selma Thusnelda Freiin von Dörnberg (1797–1876), Tochter des hannoverischen Generalleutnants Wilhelm von Dörnberg († 1850). Aus der Ehe gingen folgende Kinder hervor:
- Georg (1817–1894), preußischer General der Kavallerie ⚭ Elisabeth Gräfin von Münster-Ledenburg (1824–1908)
- Albrecht (1818–1864), preußischer Major ⚭ Mathilde Gräfin von Kielmansegg (1838–1914)
- Bernhard (* 1820)
- Marie (1821–1822)
- Anna (1822–1834)
- Rudolf (1824–1835)
- Siegfried (1825–1892) ⚭ 1859 Hedwig von Krassow (1841–1864)
- Friedrich (1827–1889), preußischer Generalleutnant
- Wilhelm (* 1829)
- Günther (1832–1900), preußischer Generalleutnant ⚭ Louise von Eschwege (1847–1941), verwitwete Gräfin von Wedel